# Особисте щастя
«Особисте щастя» (рос. «Личное счастье») — радянський художній п'ятисерійний телефільм 1977 року, знятий Творчим об'єднанням «Екран».

## Сюжет
Телевізійна сага про сім'ю Дорошиних. Дія відбувається у воєнний і повоєнний час. Характерні риси сім'ї Дорошиних — працьовитість, мужність і принциповість. Павло Миколайович — ветеран війни, головний конструктор заводу, Анастасія Михайлівна — завідувачка кафедри університету, активна учасниця партизанського руху. Їх старший син Ілля, санітарний лікар, вимагає ліквідації одного з підприємств в центрі міста. Але військові злочинці, що ховаються від відплати, знають, що в підвалі будівлі заховані архіви гестапо, і бояться, що документи можуть бути виявлені. Боячись викриття, вони прагнуть перешкодити Іллі здійснити цей захід, намагаються оббрехати Дорошиних…

## У ролях
- Михайло Ульянов — Павло Миколайович Дорошин, головний конструктор екскаваторного заводу
- Людмила Чурсіна — Анастасія Михайлівна Дорошина, дружина Павла Миколайовича
- Євген Кіндінов — Ілля Павлович Дорошин, головний санітарний лікар району, старший син Дорошина
- Віталій Юшков — Іван Павлович Дорошин, молодший син Дорошина, працює токарем на екскаваторному заводі, закоханий в Ліду
- Олег Даль — Олександр Ніконич Канавін, актор і режисер місцевого театру
- Георгій Жжонов — Олексій Трохимович Ширяєв
- Ірина Печерникова — Ірина Замятіна, актриса місцевого театру, дружина Іллі
- Євген Лебедєв — Аркадій Матвійович Радун
- Олександр Голобородько — Ігор Феофанович Іринархов
- Юрій Горобець — Михайло Ерастович Бабулов, директор винного заводу і оптової бази
- Тетяна Пельтцер — Агрипина Савеліївна Тикоцька
- Лев Дуров — В'ячеслав Іванович Кукоша, колишній жокей, друг Тикоцької
- Олена Кондратова — Ліда, прийомна дочка Дорошина
- Альбіна Матвєєва — Леокадія Кривоногова, актриса
- В'ячеслав Расцвєтаєв — Сергій Іннокентійович Горонін, письменник, сценарист
- Йола Санько — Ольга Володимирівна, друга дружина Бабулова
- Юрій Васильєв — Петро Максимович, редактор міської газети
- Юрій Каюров — Євген Іванович, директор екскаваторного заводу
- Борис Кудрявцев — Георгій Михайлович, голова колгоспу
- Олексій Кутузов — Валерій Радун, син Аркадія Радуна, піаніст
- Олексій Кузнецов — Микита Мєлков, депутат міськради, приятель Іллі Дорошина
- Галина Самохіна — Таїсія Федорівна, дружина Радуна
- Надія Федосова — Паша, дружина Григорія Михайловича
- Георгій Шевцов — Альберт Петрович Макєєв, кінорежисер
- Улдіс Лієлдіджс — офіцер гестапо
- Лідія Малюкова — Олена Василівна, дружина Олексія Ширяєва
- Григорій Острін — Григорій Панфілович Стішилов, головний санітарний лікар
- Сергій Тихонов — Олег Васильович, секретар обкому (озвучив Артем Карапетян)
- Михайло Бичков — робітник Переликін
- Марина Ішимбаєва — епізод
- Любов Калюжна — колгоспниця з онуком на велосипеді
- Ольга Вікландт — дама, яка хотіла купити люстру у Тикоцької
- Валеріан Виноградов — Валентин Хомич Максимцев, інженер-будівельник
- Клавдія Козльонкова — секретарка Ширяєва
- Григорій Гай — актор місцевого театру
- Надія Каратаєва — дільничний лікар
- Олена Вольська — дружина Полікарпа Карповича
- Сергій Жирнов — співробітник КДБ
- Іван Косих — Полікарп Карпович, голова облплану
- Галина Кіндінова — Анечка, секретарка Стішилова
- Юрій Лихачов — Пашкевич, підполковник, черговий по обласному управлінню КДБ
- Олександр Сілін — Сергій, юний слідопит
- Надія Самсонова — мешканець по сусідству з винними підвалами (озвучила Марія Виноградова)
- Зоя Василькова — мешканець по сусідству з винними підвалами
- Анатолій Ігонін — робітник
- Ігор Кашинцев — артист театру
- Володимир Груднєв — епізод

## Знімальна група
- Режисер — Леонід Пчолкін
- Сценарист — Афанасій Салинський
- Оператор — Євген Гуслинський
- Композитор — Андрій Петров
- Художники — Борис Бланк, Валерій Степанов